# Bråtön (naturreservat)
Bråtön är ett naturreservat i Strängnäs kommun i Södermanlands län.
Området är naturskyddat sedan 1997 och är 37 hektar stort. Reservatet ligger på ett näs mellan Eklången och Träskaten och består av ädellövskog med mycket lind, ek och lönn och av barr- eller blandskog. 